# U.S. Highway 60
Der U.S. Highway 60 (kurz US 60) ist ein Highway in den Vereinigten Staaten, der durch neun Bundesstaaten führt. Bis 1925 hatte die ehemalige Route 66 die Nummer 60 inne. Als der Highway die Nummer 60 bekam, endete er in Springfield im Bundesstaat Missouri. Seit 2005 endet die Straße in Virginia Beach in Virginia. Von 1932 bis 1966 begann sie in Los Angeles, bis der Anfang nach Quartzsite im Bundesstaat Arizona an die Interstate 10 verschoben wurde. Der Abschnitt zwischen Los Angeles und der Grenze zu Arizona wurde zur California State Route 60.

## Zubringer und Umgehungen
- U.S. Highway 160, führt von Tuba City nach Poplar Bluff
- U.S. Highway 260, führte von Springerville nach Holbrook, gehört heute zum U.S. Highway 180
- U.S: Highway 360, führt von Danville nach Reedville
- U.S. Highway 460, führt von Frankfort nach Norfolk